# Małgorzata Brama
Małgorzata Brama – polska reżyserka filmowa, scenarzystka i kierowniczka produkcji filmowej. Specjalizuje się w filmie historycznym (II wojna światowa, powstanie warszawskie), a także w inscenizacjach historycznych i grach miejskich.

## Kariera
Od września 2004 została jednym z pierwszych przewodników po Muzeum Powstania Warszawskiego i przeprowadziła ponad tysiąc wywiadów na całym świecie z uczestnikami II wojny światowej, była m.in. współorganizatorem obchodów 60. rocznicy wybuchu Powstania Warszawskiego i kolejnych.
Jako reżyserka zadebiutowała filmem dokumentalnym Targówek '44. Współpracowała z BBC (Laurence Rees) i Chanell History (serial Polscy Bohaterowie Wojenni).
W 2008 w imieniu Ministra Kultury i Dziedzictwa Narodowego otrzymała odznaczenie „Zasłużony dla Kultury Polskiej”.
W 2010 otrzymała nagrodę im. Aleksandra Kamińskiego na XX Festiwalu Mediów „Człowiek w zagrożeniu” w Łodzi za film dokumentalny Dziewczyny. W 2014 odebrała pamiątkowy medal „70 rocznica wybuchu Powstania Warszawskiego” od Związku Powstańców Warszawskich. W 2017 odznaczona medalem „Pro Patria” za  kultywowanie pamięci o walce o niepodległość Rzeczypospolitej Polskiej.
Nagradzana na wielu międzynarodowych festiwalach filmowych. W 2015 za film Radosław (2013) zdobyła nagrodę „Złotego Kopernika” od Ministra Kultury i Dziedzictwa Narodowego za najlepszy film edukacyjny. W 2017 otrzymała nagrodę Prezesa Telewizji Polskiej za film Kazimierz Leski, oraz nagrodę „Złotego Kopernika” od Ministra Kultury i Dziedzictwa Narodowego za najlepszy film edukacyjny 2017. W 2018 została laureatką nagrody Miasta Stołecznego Warszawy.
3 sierpnia 2019, w pierwszą rocznicę śmierci generała Zbigniewa Ścibora-Rylskiego, odbyła się premiera filmu Generał Motyl.
W 2020  roku została stypendystką Ministra Kultury i Dziedzictwa Narodowego oraz otrzymała pamiątkowy medal z okazji 30. rocznicy powstania Związku Powstańców Warszawskich” od Zarządu Głównego Związku Powstańców Warszawskich. W 2023 roku została stypendystką Ministra Kultury i Dziedzictwa Narodowego  i odbyła się premiera jej książki pt. "Oberlangen"

## Filmografia
- 2009: Dziewczyny
- 2009: Targówek '44
- 2010: 13 sierpnia 44
- 2011: Opowieści grudniowe, odc. 1, pt. Typowo kobiece myślenie
- 2011: Nikomu nie mów
- 2012: Oberlangen
- 2013: Radosław
- 2014: Radosław II
- 2015: Radosław Prolog
- 2016: Kazimierz Leski
- 2016: Jan Mazurkiewicz ps. „Radosław”
- 2017: Cudzoziemcy w Powstaniu Warszawskim
- 2018: Agaton
- 2019: Generał Motyl
- 2020: Sportowcy w Powstaniu Warszawskim

## Nagrody
| Rok  | Nagroda                                                                                   | Kategoria                                | Film                   |
| ---- | ----------------------------------------------------------------------------------------- | ---------------------------------------- | ---------------------- |
| 2010 | Nagroda im. Aleksandra Kamińskiego (XX Festiwal Mediów „Człowiek w zagrożeniu”, Łódź)     | –                                        | –                      |
| 2012 | Międzynarodowy Festiwal Filmów Historycznych i Wojskowych w Warszawie                     | Nagroda Prawosławnego Ordynariusza WP    | Oberlangen (2012)      |
| 2013 | III Nagroda na Polonijnym Festiwalu Multimedialnym „Polskie ojczyzny” w Częstochowie      | Film fabularny i dokument fabularyzowany | Oberlangen (2012)      |
| 2014 | II Nagroda na Polonijnym Festiwalu Multimedialnym „Polskie ojczyzny” w Częstochowie       | Film fabularny i dokument fabularyzowany | Radosław (2013)        |
| 2014 | „Złota Szabla” na Międzynarodowym Festiwalu Filmów Historycznych i Wojskowych w Warszawie | Film dokumentalny                        | Radosław (2013)        |
| 2015 | „Srebrna Framuga” na Międzynarodowym Festiwalu Filmowym „Drzwi” w Gliwicach               | Film dokumentalny                        | Radosław (2013)        |
| 2015 | „Złoty Kopernik” od Ministra Kultury i Dziedzictwa Narodowego w Warszawie                 | Najlepszy film edukacyjny                | Radosław (2013)        |
| 2015 | Wyróżnienie na Międzynarodowym Festiwalu Filmów Historycznych i Wojskowych w Warszawie    | Film dokumentalny                        | Radosław II (2014)     |
| 2017 | Nagroda Prezesa Telewizji Polskiej w Gdyni                                                | –                                        | Kazimierz Leski (2016) |
| 2017 | „Złoty Kopernik” od Ministra Kultury i Dziedzictwa Narodowego w Warszawie                 | Najlepszy film edukacyjny                | Kazimierz Leski (2016) |
| 2017 | I Nagroda na Polonijnym Festiwalu Multimedialnym „Polskie ojczyzny” w Warszawie           | Film fabularny i dokument fabularyzowany | Kazimierz Leski (2016) |
| 2018 | II Nagroda na Zamojskim Festiwalu Filmowy „Spotkania z historią” w Zamościu               | –                                        | Kazimierz Leski (2016) |
| 2019 | „Złota Szabla” na Międzynarodowym Festiwalu Filmów Historycznych i Wojskowych w Warszawie | Film wojskowy                            | Generał Motyl (2019)   |